# Suwon Civic Stadium
Suwon Civic Stadium (hangul: 수원종합운동장) är en fotbollsarena i Suwon, Sydkorea. Arenan är hemmaplan för Suwon FC i K League Classic och den tar 11 808 åskådare.
Arenan byggdes år 1971 som en friidrottsarena men används idag främst för fotboll. Arenan är en del av Suwon Sports Complex som även har en basebollplan och en inomhusarena för volleyboll och handboll. 
Den första professionella fotbollsklubben som flyttade till arenan var Yukong Elephants år 1987 och de använde den som sin hemmaplan fram till 1990. Efter att klubben Suwon Samsung Bluewings bildats 1995 använde de arenan som sin hemmaplan från och med debuten i K League 1996. I samband med Fotbolls-VM 2002 byggdes Suwon World Cup Stadium i samma stad och Bluewings flyttade sin verksamhet dit istället. En helt ny klubb, Suwon FC, bildades 2003 och har sedan dess använt Suwon Civic Stadium som sin hemmaarena.
Arenan har möjlighet att rymma upp mot 30 000 åskådare vid behov och spelplanen är omringad av en åtta banor bred löparbana på 400 meter.